# Therese Brandl
Therese Brandl, även känd som Therese "Rosie" Brandl, född 1 februari 1909 i Staudach, död 24 januari 1948 i Kraków, var en tysk koncentrationslägervakt. Hon avrättades genom hängning för krigsbrott och brott mot mänskligheten.

## SS-karriär
Brandl var verksam som fångvaktare i Auschwitz och Birkenau, först som Aufsherin senare som Rapportführerin. Det sistnämnda omfattade uppställning och kommendering av straff. Hon var anställd från och med den 15 september 1940. Brandl var också medlem i SS-organisationen Totenkopf, vilket var mycket ovanligt för Tredje rikets kvinnor. Brandl begick brott mot mänskligheten, då hon var aktiv i selektionen av människor till gaskamrarna. I Auschwitz avancerade Brandl och blev Erstaufseherin och erhöll samma rank som Irma Grese och Margot Drechsel. Under sommaren 1943 fick hon också ta emot en medalj av Tredje Riket för "gott beteende" i lägren.

## Tjänstgöring
Brandls tjänstgöring omfattar flera koncentrationsläger. Som majoriteten av kvinnliga fångvaktare i Tredje riket påbörjade Brandl sin utbildning och tjänstgöring i Ravensbrück och var där från september 1940 till mars 1942. I Auschwitz tjänstgjorde hon från april 1942 till december 1944. Hon överfördes till Mühlbach, ett satellitläger till Dachau, i december 1944 och var där fram till april 1945.

## Flykt
Den 27 april 1945 flydde Brandl från Mühlbach strax innan amerikanska trupper närmade sig lägret. Den 29 augusti 1945 greps Brandl av amerikanska styrkor i Bayern.

## Rättegång
Tillsammans med flera före detta kollegor, däribland Alice Orlowski, Luise Danz, Maria Mandl och Hildegard Lächert, dömdes Brandl i Auschwitzrättegången i Kraków. På grund av selektionerna till gaskamrarna dömdes Therese Brandl till döden den 22 december 1947 och hängdes tillsammans med Mandl den 24 januari 1948.